# Sebastian Ohlsson
Sebastian Ohlsson, né le 26 mai 1993 à Göteborg en Suède, est un footballeur suédois qui évolue au poste d'arrière droit au Degerfors IF.

## Biographie

### Örgryte IS
Natif de Göteborg en Suède, Sebastian Ohlsson est formé par le club de sa ville natale, l'IFK Göteborg, mais il n'obtient pas sa chance avec l'équipe première, et se voit prêté pour la saison 2013 à l'Örgryte IS. Club avec lequel il s'engage définitivement en décembre 2013, refusant de retourner dans son club formateur, où il ne jouait pas.
Lors de la saison 2016, il se met en évidence en inscrivant dix buts en Superettan (D2). Il est notamment l'auteur d'un doublé le 23 septembre 2016, lors de la réception du Trelleborgs FF (victoire 3-0).

### IFK Göteborg
Sebastian Ohlsson effectue son retour à l'IFK Göteborg pour la saison 2017, le transfert étant annoncé dès le mois d'octobre 2016. Il joue son premier match le 26 février 2017, en coupe de Suède contre l'Arameisk-Syrianska IF. Il entre en jeu à la place de Søren Rieks et son équipe l'emporte par six buts à zéro.
Le 23 août 2017 il inscrit son premier but pour Göteborg face au Landvetter IS (en), en coupe de Suède. Son équipe s'impose largement par cinq buts à zéro ce jour-là.
Avec l'IFK Göteborg, il inscrit quatre buts en 48 matchs d'Allsvenskan (D1).

### FC St. Pauli
Le 30 août 2019, Sebastian Ohlsson s'engage pour un contrat courant jusqu'en juin 2021 avec le FC St. Pauli, club de deuxième division allemande. Il joue son premier match pour son nouveau club le 16 septembre 2019, lors du derby contre le Hambourg SV, en championnat. Il est titulaire et son équipe s'impose par deux buts à zéro lors de cette rencontre.